# INNOVATEXT Zrt.
A teljes nevén – és hivatalosan bejegyzett írásképével írva – INNOVATEXT Textilipari Műszaki Fejlesztő és Vizsgáló Intézet Zrt. az 1949-ben alapított Textilipari Központi Kutató Laboratórium (TKKL) – későbbi nevein: Textilipari Kutató Intézet (TKI) majd INNOVATEXT vállalat, ill. az utóbbiból alakult INNOVATEXT Rt. – jogutódjaként jött létre. Jelenlegi 100%-os tulajdonosa a textil- és ruhaipari kutatásokkal, fejlesztésekkel, textilvizsgálatokkal, minősítésekkel, tanúsításokkal foglalkozó német Hohenstein Institute, amelynek a világ 43 országában vannak intézetei és laboratóriumai – 2004 óta ezek egyike az INNOVATEXT Zrt. 

## Az INNOVATEXT Zrt. elődei[1][2]

### A megalapítástól a rendszerváltásig
A Textilipari Központi Kutató Laboratórium (TKKL) létrehozását az akkori Könnyűipari Minisztérium 1949-ben határozta el és 1950. január 1-jével alapította meg. Megszervezésével Földes Pált, a Textilipari Központ gyapjú osztályának vezetőjét bízták meg. Az intézmény ideiglenes helyeken kezdte meg tevékenységét, amihez támpontot adtak a már meglévő laboratóriumokban (a Budapesti Műszaki Egyetem kémia tanszékén, a Goldberger Textilgyár laboratóriumában, a Gyáriparosok Országos Szövetsége anyagvizsgáló laboratóriumában) folyó munkák és az ottani eredmények. 1951-ben foglalhatták el végleges helyüket a kőbányai Gyömrői úton. (Itt működik jelenleg is az INNOVATEXT Zrt.)
A Textilipari Központi Kutató Laboratórium Földes Pál igazgató és Poros Tamásné igazgatóhelyettes irányításával kezdte meg munkáját. A textilmechanikai osztályt dr. Dischka Győző, a textilkémiai osztályt dr. Rusznák István, a textilműszerek osztályát pedig Králik Iván vezette. Folyamatosan növekvő létszámmal, az évek során egyre bővülve folyt a kutató-fejlesztő munka, amelynek számos nagy jelentőségű eredménye született (ipari fejlesztéseket megalapozó kutatások, szabadalmak, publikációk stb.). Az intézményhez számos neves ipari szakember, kutató csatlakozott, nőtt a kisegítő munkaerő (laboránsok, szakmunkások) létszáma, infrastruktúráját épületbővítéssel és új épületek (műhelyek, laboratóriumok) létesítésével, kísérleti üzemek berendezésével, gépek, laboratóriumi felszerelések, műszerek beszerzésével fejlesztette. Pesterzsébeten létesített üzemében új, saját fejlesztésű műszerek gyártását is megkezdte. Az intézet itthon és az akkori szocialista országok által létrehozott KGST (Kölcsönös Gazdasági Segítség Tanácsa) keretein belül is nagy tekintélyre tett szert. Az intézet munkatársai, kutatói nemzetközileg is elismert munkát végeztek, számos találmány, nagyon sok sikeres vizsgálati eljárás és műszer kifejlesztése fűződik a nevükhöz.

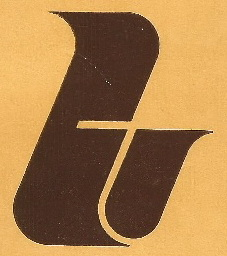
A TKI emblémája

Földes Pált 1957-ben dr. Ekés Mihály követte az igazgatói székben, az igazgatóhelyettesi posztot dr. Sugár György vette át. Ekkor az intézmény költségvetési szervvé alakult át és felvette a Textilipari Kutató Intézet (TKI) nevet. 1968-tól azután már a vállalati gazdálkodási rend szerint működött tovább, ami azt jelentette, hogy a korábbi intézetfinanszírozást feladatfinanszírozás váltotta fel. Ezzel előtérbe került a textil- és ruhaipari vállalatok által adott megbízások alapján végzett kutatási és termelési tevékenység; az előbbi elsősorban az iparvállalatok gyártmányfejlesztési tevékenységéhez, az utóbbi a saját műszer- és gépgyártási tevékenységhez kapcsolódott.
Az 1970-es évektől ismét új kutatásfinanszírozási rendszer lépett életbe. A kutatási-fejlesztési (K+F) munkák anyagi forrását az országos és tárcaszintű K+F programokhoz kapcsolt ún. KMÜFA (Központi Műszaki Fejlesztési Alap) támogatás, majd a KMFÜFA és iparvállalati megosztott finanszírozás jelentette. A későbbiekben a kutatási eredményekből visszafizetési kötelezettséget is előírt a támogatási rendszer.
1973-ban dr. Tilajka Sándor lett az intézet új igazgatója, akinek munkáját tudományos igazgatóhelyettesként dr. Hajmásy Tibor, gazdasági igazgatóhelyettesként Alpár Béla segítette. A sokszor több területet is érintő témák összehangolt lebonyolítása, az osztályok közötti együttműködés hatékonyságának növelése érdekében hierarchikus szervezetet hoztak létre. Szakmai területen négy főosztályt szerveztek: mechanikai technológiai, kémiai technológiai, anyagvizsgálati, valamit műszerezési és automatizálási főosztályt, amelyeken belül szakterületenként (nyersanyagok, fonás, szövés, kötés, nemszőttkelme-gyártás, konfekcionálás, anyagvizsgálat, hőtechnika, gépészet stb.) szervezett osztályok működtek.
1983. január 1-jével az intézet – minisztériumi döntés alapján – vállalattá alakult, ekkor vette fel az INNOVATEXT Textilipari Kutató és Fejlesztő Vállalat nevet. Az iparvállalatok igényeinek hatékonyabb kielégítése és az alkalmazott kutatások eredményességének elősegítése érdekében dr. Vass György kapott műszaki-fejlesztési igazgatóhelyettesi megbízást.
Az INNOVATEXT vállalattá alakulásával egyidejűleg a műszerezési és automatizálási főosztály önálló leányvállalattá alakult. 
1985-ben dr. Hajmásy Tibor igazgató és Havas Ivánné dr. igazgatóhelyettes vette át az INNOVATEXT vezetését. A vállalat 1986. január 1-jétől – ipari miniszteri határozattal – közgyűlés által irányított, önigazgató vállalatként működött tovább, a műszerfejlesztéssel és automatizálással foglalkozó leányvállalata pedig COMPUTEXT Műszer- és Számítástechnikai Vállalat néven önálló vállalatként folytatta működését.

### Vállalatból részvénytársaság[3]
A rendszerváltást követően a közvetett állami támogatás a tárcaprogramok visszavonásával megszűnt és ezzel párhuzamosan megindult a hátteret biztosító állami textil- és ruhaipar összeomlása. 1991. január 1-jétől dr. Pataki Pál vezérigazgató vette át a vállalat irányítását, akit Dobos Bertalan gazdasági igazgató támogatott ebben a munkában. A vállalat 1993. január 1-jén 100% állami tulajdoni hányaddal részvénytársasággá alakult át, majd 2003-ban 4,39% értékű részvényt a dolgozók vásároltak meg. A társaság tevékenységét ettől kezdve úgy kellett átalakítani, hogy egy szűkebb és más szolgáltatásokat igénylő háttéripart, valamint külföldről jövő vizsgálati igényeket tudjon kiszolgálni. Ennek érdekében végrehajtották az INNOVATEXT akkreditált minőségvizsgáló laboratóriummá való átalakítását, aminek eredményeként a cég a hazai és nemzetközi együttműködésben végzett műszaki fejlesztési programok jelentős résztvevője lett. Ennek keretében az intézet az elmúlt évek során több tucat különböző nemzetközi projektben vett részt az Information Society Technologies (IST), az Európai Unió 6. és 7. keretprogramja, az EUREKA,  a Leonardo da Vinci , és az Interreg stb. programok keretében.

## Az INNOVATEXT Zrt.[3][4]

### A tulajdonosi szerkezet és a tevékenységi kör átalakulása

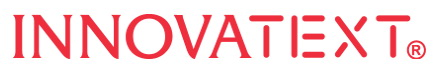
Az INNOVATEXT Zrt. emblémája

Az INNOVATEXT Rt. állami tulajdonú részvényeit 2004 májusában a német Hohenstein Institute vásárolta meg és ezzel a cég többségi tulajdonosává vált. Ugyanekkor a cég zártkörűen működő részvénytársasággá alakult. A többségi tulajdonos 2014-ben megvásárolta a dolgozói tulajdonban levő részvényeket is és ezzel az INNOVATEXT 100%-os tulajdonosa lett.  A vezérigazgató pozíciót 2014. júliusa óta dr. Kokasné dr. Palicska Lívia tölti be. 
A ma már INNOVATEXT Textilipari Műszaki Fejlesztő és Vizsgáló Intézet Zrt. elnevezésű társaság tevékenységét az erősen összezsugorodott és a korábbiakhoz képest jelentős mértékben átalakult hazai textil- és textilruházati ipar igényeihez kellett igazítani. A hangsúly ma már elsősorban az anyag- és minőségvizsgálatokon, az ezeken alapuló minőségtanúsításokon, szakértői vélemények készítésén van, amelyeket az intézet nem csak hazai, hanem igen gyakran külföldről érkező megrendelésekre végez. Jelentősen korszerűsítették a műszerparkot, ennek eredményeként az intézet ma már a textiltermékek teljes körére kiterjedő vizsgálatok – mintegy 200 fajta fizikai és kémiai vizsgálat – elvégzésére képes. Mérnökszolgálati tevékenységének keretében főként a megbízók által átadott termékekben előforduló hibák okainak felderítését végzik, javaslatokat tesznek azok újbóli keletkezésének elkerülésére.
Nagyon fontos tevékenysége az egyéni védőeszközök tanúsítása, amit az INNOVATEXT az Európai Unió előírásai szerint, mint notifikált vizsgáló és tanúsító intézet végez (azonosító száma:  1523). 
Az egyéni védőeszközök tanúsítására kijelölt területei: 
- Jó láthatóságú védőruházat:
  - szakmai használatú védőruházat (MSZ EN 471)
- Védőkesztyűk és karvédők mechanikai hatások ellen (MSZ EN 388)
- Egyéni védőeszközök folyékony vegyszerek ellen
  - védőruházat (MSZ EN 13034)
  - védőkesztyűk (MSZ EN 374-1, csak az 5.2 szakasz szerint)
- Egyéni védőeszközök hő és láng ellen
  - korlátozott lángterjedésű ruházat (MSZ EN ISO 14116)
  - hő és láng ellen védő ruházat (MSZ EN ISO 11612)
  - védőkesztyűk (MSZ EN 407)
- Egyéni védőeszközök hegesztők részére
  - védőruházat (MSZ EN ISO 11611)
  - védőkesztyűk (MSZ EN 12477)
- Egyéni védőeszközök tűzoltók részére
  - tűzoltási védőruházat (MSZ EN 469) (a 6.15 szakasz szerinti teljes ruha vizsgálat nélkül)
  - terepruházat (MSZ EN 15614)
  - védőkesztyűk (MSZ EN 659)
- Védőruházat hideg ellen
  - hűvös környezet ellen védő ruhák (MSZ EN 14058)
  - hideg elleni védőruházat (MSZ EN 342)
- Védőruházat eső ellen (MSZ EN 343)
- Antisztatikus védőruházat (MSZ EN 1149-5)
- Mozgó gépalkatrészek környezetében használható védőruházat (MSZ EN 510)
- Védőruházat fertőző anyagok ellen (MSZ EN 14126)

Az intézet tagja az 1992-ben alakult, zürichi székhelyű Nemzetközi OEKO-TEX® Szervezetnek (Internationale Gemeinschaft für Forschung und Prüfung auf dem Gebiet der Textilökologie – Textilökológiai Kutatások és Ellenőrzések Nemzetközi Szervezete), amelynek a világ számos országában összesen 60 képviselete és 17 vizsgáló-tanúsító intézete van. A szervezet OEKO-TEX tanúsításai közül a legismertebb követelményrendszer a STANDARD 100 by OEKO-TEX®, amelynek betartása biztosítja, hogy a textiltermékben ne legyen az emberi szervezetre nézve semmilyen ártalmas anyag. Az OKO-TEX® szervezet intézetei nem csak textil- és bőrtermékek vagy vegyszerek, hanem azok gyártása fenntarthatóságának tanúsítására is vállalkozik.  A független intézeteke laboratóriumai – köztük az INNOVATEXT is – széles körű vizsgálatsorozattal állapítják meg, hogy egy adott termék ill. vállalat megfelel-e ezeknek a követelményrendszereknek, és ha igen, meghatározott időre szóló tanúsítvánnyal igazolják ezt, nagyfokú egészségügyi biztonságot és a fenntartható fejlődést biztosítva ezzel a felhasználónak. Az  OEKO-TEX  Szervezet ma már számos tanúsítási rendszer kidolgozója. A STeP  by OEKO-TEX® ((Sustainable Textile and Leather Production, azaz fenntartható textil- és bőrgyártás) néven olyan tanúsítási rendszert is működtet, amely azt igazolja, hogy a tanúsítványt elnyert vállalat a teljes gyártási láncban folyamatosan környezetkímélő eljárásokat és társadalmilag elfogadható munkakörülményeket biztosít. Az INNOVATEXT nemcsak Magyarországon, hanem néhány környező országban is képviseli az OEKO-TEX szervezetet, hazai, nyugat- és kelet-európai, valamint EU-n kívüli gyártó cégek, kereskedők és márkák részére is végez vizsgálatokat és ad ki tanúsításokat. 

### Tagság nemzetközi szervezetekben
Az INNOVATEXT több nemzetközi szervezet tagja: 
- ENPROTEX Association
- Horizontal Committe and Vertical Group (VG5) of Notified Bodies,
- International OEKO-TEX® Association
- Textile Research Transfer Network (TEXTRANET),

### Hazai kapcsolatok
Az intézet széles körű hazai kapcsolatokkal rendelkezik. Ezek közül a legfontosabbak: 
- Textilipari Műszaki és Tudományos Egyesület (TMTE),
- Magyar Könnyűipari Szövetség (MKSZ),
- Textiltisztító Egyesülés (TTE),
- Magyar Szabványügyi Testület (MSZT),
- Magyar Minőség Társaság (MMT)
- Munkaadók és Gyáriparosok Országos Szövetsége.

### Részvétel hazai és nemzetközi kutatás-fejlesztési programokban
Kiterjedt hazai és nemzetközi kapcsolatai segítik az intézetet azon törekvéseiben, hogy együttműködjön iparvállalatokkal, kutatóintézetekkel és egyetemekkel, és igény szerint folytasson multidiszciplináris területen is alkalmazott kutatás-fejlesztési tevékenységeket.